# Campionati africani maschili di pallacanestro Under-16
I Campionati africani maschili di pallacanestro Under-16 (in inglese FIBA AfroBasket Under-16) sono una competizione sportiva continentale a cadenza biennale organizzata dalla FIBA Africa, la federazione africana della pallacanestro.
Si tratta di un torneo tra nazionali composte di giocatori al di sotto dei 16 anni di età, ed è di solito valevole per la qualificazione ai Campionati mondiali Under-17.
Il primo campionato africano di pallacanestro Under-16 si tenne nel 1998. A partire dal 2009 il torneo si svolge ogni due anni.

## Albo d'oro
| Anno          | Nazione ospitante | Finale 1º/2º | Finale 1º/2º | Finale 1º/2º  | Finale 3º/4º | Finale 3º/4º | Finale 3º/4º |
| Anno          | Nazione ospitante | Vincitore    | punteggio    | Secondo posto | Terzo posto  | punteggio    | Quarto posto |
| ------------- | ----------------- | ------------ | ------------ | ------------- | ------------ | ------------ | ------------ |
| 2009 dettagli | Mozambico         | Egitto       | 84 - 82      | Mali          | Nigeria      | 65 - 56      | Algeria      |
| 2011 dettagli | Egitto            | Egitto       | 117 - 67     | Tunisia       | Mali         | 59 - 57      | Angola       |
| 2013 dettagli | Madagascar        | Angola       | 75 - 66      | Egitto        | Tunisia      | 70 - 49      | Madagascar   |
| 2015 dettagli | Mali              | Egitto       | 64 - 63      | Mali          | Algeria      | 45 - 37      | Angola       |

## Medagliere per nazioni
| Pos. | Paese   | Oro | Argento | Bronzo | Totale |
| ---- | ------- | --- | ------- | ------ | ------ |
| 1    | Egitto  | 3   | 1       | 0      | 4      |
| 2    | Angola  | 1   | 0       | 0      | 1      |
| 3    | Mali    | 0   | 2       | 1      | 3      |
| 3    | Tunisia | 0   | 1       | 1      | 2      |
| 5    | Nigeria | 0   | 0       | 1      | 1      |
| 5    | Algeria | 0   | 0       | 1      | 1      |